# Les Trois Âges et la Mort
Pour les articles homonymes, voir Trois âges.
 (mai 2022).
Si vous disposez d'ouvrages ou d'articles de référence ou si vous connaissez des sites web de qualité traitant du thème abordé ici, merci de compléter l'article en donnant les références utiles à sa vérifiabilité et en les liant à la section « Notes et références ».
Les Trois Âges et la Mort, Les Trois Âges de l'Homme ou Les Trois Âges de la Vie est un tableau peint sur toile par Hans Baldung en 1543. Il mesure 151 cm de haut sur 61 cm de large. Il est conservé au musée du Prado à Madrid, en Espagne.

## Description
On voit dans ce tableau quatre personnages : l'enfant, sur le sol à droite ; la jeune femme à gauche ; la femme mûre, entre la jeune femme et la Mort à sa droite.
Les tons exploités sont froids, les seules nuances visibles sont un blanc très pâle, le gris du ciel et de la Terre et un marron dégradé, qui correspond à la fois aux corps de la femme mûre et de la Mort, mais aussi à l'arrière-plan. Les couleurs exploitées montrent un manque de vie dans ce tableau, et la présence de la Mort, rappelant que le temps passe, montre la fatalité de la vie des Hommes.
Les ressemblances entre la jeune femme et la Mort sont visibles : tête au trois-quarts inclinée vers la droite, regard froid fixant le spectateur : leur différence réside dans leur apparence physique. Quand la femme à gauche apparaît très pâle (symbole de pureté), la Mort est montrée comme dégarnie, très maigre et n'a pas de seins. La Mort tient de la main gauche la faucille, (un de ses symboles) et dans la main droite un sablier, symbole du temps qui passe.
Ce tableau exploite le thème des Vanités à travers une représentation humaine, qui montre que la vocation de l'Homme est de mourir.